# Břežské knížectví
Břežské knížectví (polsky Księstwo Brzeskie, německy Fürstentum Brieg) bylo jedním ze slezských knížectví, které se nacházelo v Dolním Slezsku. Jeho hlavním městem byl Břeh (nyní Brzeg).

## Historie
Knížectví vzniklo roku 1311 při dělení Lehnického knížectví a už roku 1329 se poddalo Českému království a patřilo k zemím Koruny české. Knížectví vládla větev slezských Piastovců a to až do roku 1675. Roku 1419 bylo znovusjednoceno s Lehnickým knížectvím, poté se znovu oddělilo a sjednotilo se s Lehnickem roku 1669. Bylo součástí posledního autonomního slezského knížectví Lehnicko - Volovsko - Břežského až do smrti posledního Piastovce Jiřího IV. Viléma roku 1675. Po jeho smrti knížectví přímo vládli čeští králové z rodu Habsburků.

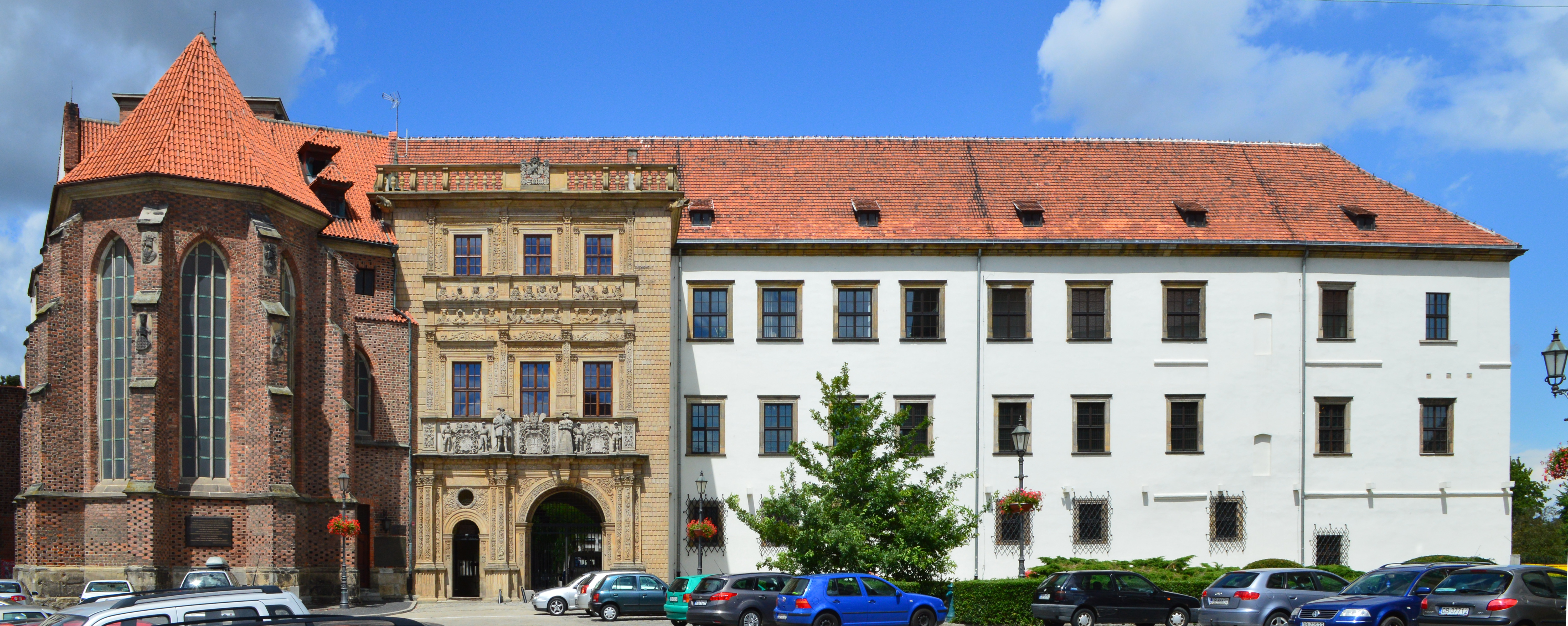
Hrad Brzeg

Roku 1537 uzavřel břežský kníže Bedřich II. smlouvu s braniborským kurfiřtem Jáchymem II. dědickou smlouvu, podle níž mělo knížectví v případě vymření Piastovců připadnout Hohenzollernům. Po smrti Jiřího IV. Viléma ovšem Habsburkové odmítli uznat platnost této smlouvy a knížectví vládli sami. Ovšem roku 1740 tuto smlouvu použil jako záminku Fridrich II. Veliký pro vpád do Slezska během válek o dědictví rakouské.

## Přehled břežských knížat
- 1311–1352 – Boleslav III. Marnotratný
- 1352–1356 – Kateřina (vdova po Boleslavovi III.)
- 1356–1398 – Ludvík I. (syn Boleslava III.)
- 1398–1399 – Jindřich VII.(syn Ludvíka I., od 1361/2 spoluvládce)
- 1399–1436 – Ludvík II. (syn Jindřicha VII.)
- 1436–1449 – Alžběta z Hohenzollern (vdova po Ludvíku II.)
- 1449–1453 – vzpoura, přímo pod českou korunou
- 1453–1488 – Fridrich I. Lehnický
- 1488–1503 – Ludmila z Poděbrad (vdova po Bedřichu I.)
- 1503–1521 – Jiří I.
- 1521–1547 – Fridrich II. Lehnický
- 1547–1586 – Jiří II. Zbožný
- 1586–1590 – Barbara (vdova po Jiřím II.)
- 1590–1602 – Jáchym Bedřich
- 1602–1639 – Jan Kristián Břežský
- 1639–1664 – Jiří III. Břežský
- 1664–1672 – Kristián
- 1672–1675 – Jiří IV. Vilém

(v přehledu nejsou zachyceni všichni regenti, spoluvládci a různá dělení a spojování knížectví)